# Hydrolagus mitsukurii
Hydrolagus mitsukurii é uma espécie de peixe da família Chimaeridae.
Pode ser encontrada nos seguintes países: China, Japão, Coreia do Sul, as Filipinas, Taiwan e possivelmente em Indonésia.
Os seus habitats naturais são: mar aberto.
Está ameaçada por perda de habitat.